# Kullervo (Sibelius)

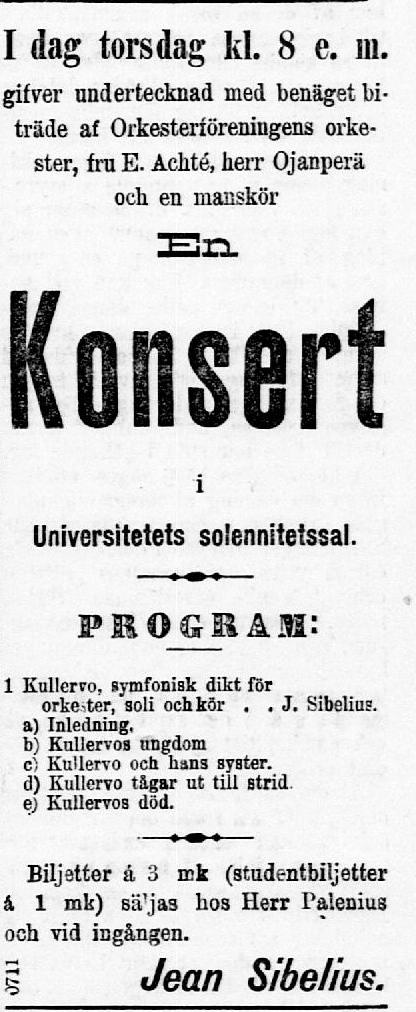
Annons i Nya Pressen för Kullervo.

Kullervo op. 7 är en femdelad tonsatt dikt av Jean Sibelius med motiv från Kalevala, även kallad Kullervo-symfonin. Verket är komponerat för orkester, manskör, sopran och baryton. Verket uruppfördes år 1892, och handlar om den tragiska figuren Kullervos liv och död enligt Kalevala. Verkets längd är cirka 70 minuter och består av fem delar som berättar om olika skeden i Kullervos liv.

## Historia
Sibelius började komponera Kullervo i Wien år 1891. Verket blev färdigt när han återvände till Helsingfors år 1892. Verkets premiär ägde rum den 28 april 1892; dirigent för Helsingfors orkesterförening var tonsättaren själv. Som solister framträdde Emmy Achté och Abraham Ojanperä.
Kullervo höjde Sibelius i folkets medvetande som en lovande tonsättare, även om verket kritiserades för brister i instrumentation och form. Sibelius drog tillbaka kompositionen från offentligheten strax efter de första framförandena. Verket framfördes inte igen förrän år 1958, ett år efter tonsättarens död.
Sibelius överlämnade aldrig verket för tryck och endast tonsättarens handskrivna manuskript har bevarats. På 1930-talet gjorde violinisten Viktor Halonen, från Helsingfors stadsorkester, en partiturkopia och orkestermaterial som innehåller många brister och fel. Detta har begränsat framförandet av verket eftersom det har krävt att dirigenter gör omfattande forskning och tolkning. År 2006 publicerades en kritisk utgåva av verket, redigerad av professor Glenda Dawn Goss, samt tonsättarens arrangemang av tredje och femte satsen för piano och sångstämmor.